# Хиппи Хиппи Шейк
«Хиппи Хиппи Шейк» (англ. Hippie Hippie Shake) — невыпущенный фильм режиссёра Бибан Кидрон, основанный на мемуарах Ричарда Невилла, редактора сатирического журнал Oz.

## Сюжет
Фильм повествует о любовной истории Ричарда Невилла, редактора австралийского сатирического журнала Oz, и Луизы Ферье, в то время, когда Невилл начинает выпускать лондонскую версию журнала и предстаёт перед судом за изображённые в нём непристойности. Фильм представляет собой метафорическое путешествие сквозь Лондон в 1960-х.

## В ролях
| Актёр             | Роль             |
| ----------------- | ---------------- |
| Киллиан Мёрфи     | Ричард Невилл    |
| Сиенна Миллер     | Луиза Ферье      |
| Нина Лью          | Дженни Ки        |
| Эмма Бут          | Жермен Грир      |
| Джонни Уиттеридж  | Макс             |
| Хью Бонневилль    | Джон Мортимер    |
| Марго Стилли      | Синтия Албриттон |
| Мэттью Бирд       | Чарльз           |
| Макс Мингелла     | Мартин Шарп      |
| Крис О'Дауд       | Феликс Деннис    |
| Льюис Клэй        | Пол Роджерс      |
| Женевьев Гонт     | Труди            |
| Леа Хинтон-Фишлок | девушка-хиппи    |
| Питер Брук        | Джерри Рубин     |
| Дэвид Энтони      | Роджер Долтри    |
| Шон Биггерстафф   |                  |
| Дэниэл Мейс       | Дэвид Уидгери    |
| Дерек Джейкоби    |                  |
| Арджун Пиллаи     | Эдди             |

## Производство
В октябре 1998 года британская кинокомпания Working Title Films объявила разработку фильма «Хиппи Хиппи Шейк», основанного на мемуарах «Hippie Hippie Shake: The Dreams, the Trips, the Trials, the Love-ins, the Screw Ups: The Sixties» Ричарда Невилла, редактора журнала Oz. Дон МакФерсон был нанят для написания адаптированного сценария фильма, производство которого планировалось начать в 1999 году , однако этого так и не случилось. В феврале 2002 года Working Title перезапустила разработку с режиссёром Шекхаром Капуром и сценарием от Тома Баттеруорта. Но производство снова было остановлено. В мае 2007 года Working Title анонсировала очередной перезапуск разработки, на этот раз с режиссёром Бибан Кидрон и сценаристом Ли Холлом. Производство фильма было намечено на осень 2007 года.
Основные съемки началась 17 сентября 2007 года. Писатель Ричард Невилл признал чересчур затянувшуюся разработку фильма, но считал, что это свойственно для современного положения вещей: «Учитывая то, что мир находится в состоянии войны, в наше страшное время будет уместно напомнить людям о безумных, странных и донельзя политизированных 60-х… Прошло достаточно много лет, чтобы мы смогли посмотреть на эту эпоху с иной точки зрения и связать её с тем, что происходит в наши дни».
В августе 2008 года трудовые конфликты в личной жизни Сиенны Миллер привели к задержке выпуска фильма. В июле 2009 года, в связи с «творческими разногласиями», Бибан Кидрон ушла во время пост-продакшна; её муж, сценарист Ли Холл, ушёл из производства чуть раньше. Согласно газете The Times, Кидрон сказала: «Я работала над фильмом столько, сколько могла, и так тяжело, как могла, но затем мне предстояло уйти. Это было очень обидно». В 2011 году, Working Title сообщила, что фильм не будет выпущен в кинотеатрах.